# هيلديغارد وودورد
هيلديغارد وودورد (بالإنجليزية: Hildegard Woodward)‏ هي كاتِبة وكاتبة للأطفال أمريكية، ولدت في 10 فبراير 1898 في ورسستر في الولايات المتحدة، وتوفيت في 15 ديسمبر 1977 في كونيتيكت في الولايات المتحدة.